# Hammond Glacier
Hammond Glacier är en glaciär i Antarktis. Den ligger i Västantarktis. Inget land gör anspråk på området. Hammond Glacier ligger 121 meter över havet.
Terrängen runt Hammond Glacier är platt åt sydväst, men åt nordost är den kuperad.  Trakten är obefolkad. Det finns inga samhällen i närheten. 